# جون هيوز بينيت
جون هيوز بينيت (بالإنجليزية: John Hughes Bennett)‏ ـ (31 أغسطس 1812 ـ 25 سبتمبر 1875) هو طبيب وعالم وظائف أعضاء وعالم أمراض إنجليزي. من أبرز إسهاماته في مجال الطب أنه كان أول من أوضح أن داء ابيضاض الدم (اللوكيميا) هو مرض من أمراض الدم. أما أول من اكتشف هذا المرض على الإطلاق فهو الطبيب الفرنسي ألفرد فرانسوا دونيه.
نشر بينيت ورقته التي تضمنت هذا الاكتشاف في سنة 1845، وكان عنوانها «حالة من تضخم الطحال والكبد حدثت فيها الوفاة بسبب تقيح الدم» (بالإنجليزية: Case of Hypertrophy of the Spleen and Liver in which Death Took Place from Suppuration of the Blood)‏، ونُشرت في جريدة إدنبرة الطبية والجراحية.
كان بينيت أيضًا هو أول من اكتشف داء الرشاشيات، حيث تضمنت ورقته العلمية «عن التكوينات الخضرية الطفيلية التي توجد نامية في الحيوانات الحية» (بالإنجليزية: On the parasitic vegetable structures found growing in living animals)‏ المنشورة سنة 1842 أول وصف لفطر الرشاشية ونموه في أنسجة الرئة البشرية.